# Bruno Faidutti
 (avril 2018).
Si vous disposez d'ouvrages ou d'articles de référence ou si vous connaissez des sites web de qualité traitant du thème abordé ici, merci de compléter l'article en donnant les références utiles à sa vérifiabilité et en les liant à la section « Notes et références ».
Bruno Faidutti, né le 23 octobre 1961, est un professeur agrégé de sciences sociales, docteur en histoire et auteur de jeux de société français.
Auteur d'une thèse d'histoire sur la licorne, il est notamment connu dans le milieu des jeux de société pour ses jeux tels Tempête sur l'échiquier (1991), Mystère à l'abbaye (1996, 2003), Citadelles (2000) et Mascarade (2013), pour n'en citer que quelques-uns.

## Collaborations
En 2006, le critique de jeu américain Shannon Applecline, s'inspirant des jeux d'esprit du Nombre d'Erdős et du Nombre de Bacon (dans lesquels on assigne un nombre à un individu en comptant à la chaîne le nombre de collaborations avec différentes personnes qui le sépare d'une collaboration directe à un article scientifique avec le mathématicien Paul Erdős ou à un film avec Kevin Bacon), fait la constatation de l'importance de la contribution au monde du jeu de Bruno Faidutti, en particulier par ses prolifiques collaborations.
En effet, en colligeant en un graphe les nombreuses collaborations parmi des concepteurs de jeux, Applecline constate que Faidutti était en quelque sorte au centre[réf. à confirmer] du monde collaboratif du jeu de société contemporain, avec possiblement l'italien Leo Colovini.

## Ludographie

### Seul auteur
- La Vallée des mammouths, 1991, illustré par Gérard Mathieu, édité par Ludodélire.
- Corruption, 2000, illustré par C. B. Ferguson et Cyril Saint Blancat, édité par Jeux Descartes.
- Citadelles, 2000, illustré par Didier Graffet, Florence Magnin, Jean-Louis Mourier et Julien Delval, édité par Multisim.
  - Citadelles - Seconde Édition, 2003, édité par Ubik.
  - Citadelles : Troisième Édition, 2010, édité par Edge Entertainment.
  - Citadelles - Quatrième Édition, 2017, édité par Edge Entertainment.
- Bongo, 2000, illustré par Frank Stark, édité par Heidelberger Spieleverlag.
- L'Or des dragons, 2001, édité par Jeux Descartes.
- China Moon, 2003, illustré par Vincent Dutrait, Eurogames et édité par Jeux Descartes.
- Terra, 2003, illustré par Bernard Bittler, édité par Days of Wonder.
- Babylone, 2004, illustré par Stéphanie Czinober, édité par Cocktailgames - La Mèche Rebelle et Interlude.
- Musée Mystère, 2008, illustré par Alban Guillemois, édité par Musée de la carte à jouer et Face & Dos.
- Lettre de Marque, 2010, illustré par David Ardila, édité par  Edge Entertainment.
- Le Roi des Nains, 2011, illustré par Christophe Swal, édité par Iello.
- Mascarade, 2013, illustré par Jeremy Masson, édité par Repos Production , nommé 2014 à l'As d'or Jeu de l'année
- Attila, 2015, illustré par Cyril Bouquet, édité par Blue Orange.
- 3 Singes, 2015, illustré par Gianluca Maruotti, édité par In Ludo Veritas.
- Waka Tanka, 2016, illustré par David Cochard, édité par Sweet November.
- Kamasutra, 2017, illustré par David Cochard
- Nutz!, 2017, illustré par Cyril Bouquet, édité par Blue Orange.
- Dragons, 2018, illustré par David Cochard, édité par Matagot.
- 6 Suspects, 2024, illustré par Gjermmund Bohne, édité par Matagot.

### AvecAntoine Bauza
- Pony express, 2009, illustré par Mathieu Beaulieu, édité par Funforge.

### AvecGwénaël Bouquin
- Toc Toc Toc !, 2004, illustré par Greg Cervall, édité par Asmodée.
- Captain Pirate, 2009, illustré par Gérald Guerlais, édité par Cocktail Games.
- Émoticon, 2010, illustré par Antonio Dessi et Ben Prenvost, édité par Fantasy Flight Games.

### AvecBruno Cathala
- Le Collier de la Reine, 2003, illustré par Humbert Chabuel et Pierre-Alain Chartier, édité par Days of Wonder.
  - Queen 'S Necklace (réédition), 2015, illustré par Denis Zilber, édité par Spaghetti Western Games et Cmon Limited.
- La Fièvre de l'or, 2004, illustré par Kara, édité par Asmodée en France et Face 2 Face Games (Boomtown) aux États-Unis.
  - Gold River (réédition), 2020, illustré par Jonathan Aucomte, édité par Lumberjacks Studio.
- Iglu Iglu, 2004, illustré par Guido Hoffman, édité par Goldsieber.
- Mission: Planète rouge, 2005, illustré par Christophe Madura, édité par Asmodée.
- Tomahawk, 2006, illustré par Jean-Mathias Xavier, édité par Matagot.
- Chicago Poker, 2007, illustré par Czarnè, édité par Phalanx Games.
- Raptor, 2015, illustré par Vincent Dutrait, édité par Matagot.

### Avec Ted Cheatham
- Silk Road, 2005, illustré par Jonny Scull, Mike Jackson et Patrick Mcevoy, édité par Z-Man Games.

### Avec Pierre Cléquin
- Baston, 1985, illustré par Frank Margerin, édité par Jeux Actuels.
- La Conquête de l'œuf, 1987, prototype non édité, récompense: Pion d'or jeux & stratégie  1987
- Tempête sur l'échiquier, 1989, illustré par Gérard Mathieu, édité par Ludodélire.
  - Tempête sur l'échiquier, 1991 (variantes)
  - Tempête sur l'échiquier 2, 1998, (variantes)

### AvecLeo Colovini
- Vabanque, 2001, illustré par Marcel-André Casasola Merkle, édité par Winning Moves.
  - Vabanque (réédition), 2021, illustré par Clément Masson et Yolaine Glénisson, édité par Igiari.

### Avec Jef Gontier
- Novembre Rouge, 2008, illustré par Christophe Madura, édité par Fantasy Flight Games.
  - Novembre Rouge - Édition Révisée, 2013, édité par Edge Entertainment.

### Avec Nathalie Grandperrin
- Speed Dating, 2012, illustré par Giulia Ghigini, édité par Letheia.
- Animal Suspect, 2014, illustré par Christophe Swal, édité par Gigamic.
- Animotion, 2022, illustré par Pablo Fontagnier, édité par Spielwiese.

### Avec Hayato Kisaragi
- Greedy Kingdoms, 2018, illustré par Matt Paquette, édité par Alderac Entertainment Group.

### AvecSerge Laget
- Meurtre à l'abbaye, 1995, édité par Multisim.
- Castel, 2000, illustré par Emmanuel Roudier, édité par Jeux Descartes.
- Mystère à l'abbaye, 2003, illustré par Emmanuel Roudier et Julien Delval, édité par Days of Wonder.
- Kheops, 2008, illustré par Christophe Swal, édité par Tilsit.
- Ad Astra, 2009, illustré par  Justin Albers et Kieran Yanner, édité par Edge Entertainment.

### AvecLudovic Maublanc
- Agent Double[pas clair], 2010, illustré par Piérô La Lune, édité par Matagot.

### AvecAlan R. Moon
- De l'Orc pour les braves, 2003, illustré par Thierry Ségur, édité par Asmodée.
- Diamant, 2005, illustré par Claus Stephan, édité par Schmidt Spiele
  - Diamant (réédition), 2016, illustré par Paul Mafayon, édité par Iello.
    - Diamant - Micro Extension: Mise En Garde (extension), 2022
- Incan Gold, 2008, édité par Gryphon Games.

### AvecMichael Schacht
- Draco & Co, 2001, illustré par Julien Delval, édité par Jeux Descartes.
- Aux Pierres du Dragon, 2002, illustré par Cyrille Daujean et Julien Delval, édité par Days of Wonder.
- The Hollywood card game, 2005, illustré par Daniele Bigliardo et Gregory Szacs, édité par Fantasy Flight Games.

### Avec Karl-Heinz Schmiel
- Democrazy, 2000, illustré par Gérard Mathieu, édité par Jeux Descartes.

### Avec Sergio Halaban et André Zatz
- Formula E, 2013, illustré par Jacqui Davis, édité par Clever Mojo Games.
- Warehouse 51, 2015, illustré par Rafael Zanchetin, édité par Funforge.

### AvecPaul RandlesetMike Selinker
- Key Largo, 2005, illustré par David Cochard, édité par Tilsit.

### Avec Derek Carver, Pierre Cléquin et Corey Konieczka
- Warrior Knights, 2006, édité par Fantasy Flight Games.

### AvecAndrea Angiolino, PierGiorgio Paglia etAlan R. Moon
- Isla Dorada, 2010, illustré par Naïade, édité par Funforge.

### AvecRichard Garfield,Mike Selinker, James Ernest,Richard Borg
- Stonehenge, 2007, édité par Titanic Games.

## Nominations et récompenses

### As d'Or
- Nommé Jeu de l'année 2003: Le Collier de la Reine, 2003, co-édité avec Bruno Cathala (illustré par Humbert Chabuel et Pierre-Alain Chartier) édité par Days of Wonder.
- Nommé Jeu de l'année 2014: Mascarade, 2013 (illustré par Jeremy Masson) édité par Repos Production.

### Double 6
- Nommé Double Six 2006: Diamant, 2005, co-auteur Alan R. Moon (illustré par Claus Stephan) édité par Schmidt.
- Nommé Double Six 2021: Vintage, 2020 (illustré par Pilgrim Hodgson), édité par Matagot.

## Ouvrages
Deux livres-jeux :
- Le fils des steppes, mai 1987, Histoires à jouer, Les livres à remonter le temps, éditeur Pocket,  (ISBN 978-2266019897)
- Le Rendez-vous du chef